# João Batista de Oliveira
João Batista de Oliveira, primeiro e único barão de Aguapeí, (Aguapeí, c. 1800 — Cuiabá, 14 de janeiro de 1879) foi um militar e político brasileiro, chegando à patente de brigadeiro do exército e chefiando até sua morte o Partido Liberal.
Assumiu o governo de Mato Grosso no período de 02 de março de 1878 até 06 de julho de 1878. 

## A nomeação ao governo
O político paulista Bento de Paula Souza foi nomeado presidente da província de Mato Grosso por decreto imperial de 16 de janeiro de 1878, tendo como 1º vice-presidente o Barão de Aguapehy (Barão de Aguapeí), e 2º vice-presidente o desembargador Firmo José de Mattos. Entretanto, Paula Souza recusaria o cargo em 22 de janeiro de 1878preferindo continuar na província de São Paulo, onde era redator da Gazeta Rio-Clarense, de São João do Rio Claro, cidade que tentou ligar por estrada de ferro até Campinas pela Companhia d´Oeste. Acabaria fundando em 1879 na capital paulista o jornal Constituinte, porta-voz do Partido Liberal em São Pauloe seria eleito deputado em 1880 após abertura das vagas na assembleia com a saída dos deputados José Bonifácio (o Moço) e conselheiro Carrão para o Senado.

## Biografia
Era o terceiro filho do major do exército António Bernardo de Oliveira, português, e de Ana d´Alincourt, também portuguesa. Casou-se com Maria Alves da Cunha Ribeiro, prima do barão de Poconé. O casal teve uma única filha, Antônia Guilhermina de Oliveira, que se chamaria Antônia Guilhermina da Silva Pereira, ao se casar com Caetano Xavier da Silva Pereira.
Foi presidente da província de Mato Grosso, de 13 de abril a 7 de setembro de 1868 e de 2 de março a 6 de julho de 1878.

## Títulos nobiliárquicos e honrarias
Barão de Aguapeí
Título conferido por decreto imperial em 20 de maio de 1863. Faz referência à localidade onde nasceu o nobre, Aguapeí; o termo vem do tupi a'gwa (redondo) + pewa (chato), sendo aguapé o termo tupi para vitória-régia.